# Casino de Vic
Casino de Vic és una entitat recreativa cultural catalana fundada a Vic l'1 d'abril de 1848, amb tarannà apolític. Se'l considera el segon casino més antic de Catalunya. El primer local era situat al carrer Sant Miquel Arcàngel, on més tard es va edificar el Col·legi de St. Josep i actualment hi ha el Museu Episcopal. El primer president del Casino de Vic fou Domènec de Bertran i de Puig, liberal que va ser el director d'El Pueblo Vicense i fundador i president del Círcol Literari de Vic. El 1849 va traslladar la seu al carrer de Sant Miquel dels Sants.
Cap al 1864 es va fusionar amb el Círcol Filharmònic i el 1899 va traslladar la seu a la modernista Casa Comella situada al costat de la Plaça del Mercadal. El 1906 es va construir l'escenari de la Sala Modernista de l'Entitat per a representar obres de teatre. El 1933 es va fusionar amb el Centre Industrial Vicense, de manera que passà de 160 a 400 socis, catalanitzant el nom de l'entitat a Casino de Vic. Quan esclatà la guerra civil espanyola el 1936 el local fou confiscat per la CNT-FAI.
Després de la dictadura franquista l'entitat ha deixat d'una societat privada, reservada a una minoria, i ha obert les portes a tots els ciutadans i a tota mena de manifestacions culturals. El 1998 el president Andreu Roca i Isern va celebrar els 150 anys de l'entitat i la Biennal d'Art de Vic. El 2002 hi va incorporar el Club Escacs de Vic. L'actual president és Enric Comas i Mora. El 2009 ha rebut la Creu de Sant Jordi